# 우덕빌딩
우덕빌딩(영어: Wooduck Building)은 대한민국 서울특별시 강남구 역삼동에 존재했던 마천루였다.